# Floro

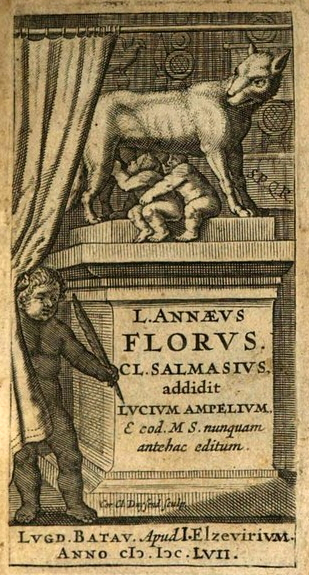
Edición de 1657, de Claude Saumaise, del epítome de la obra de Tito Livio escrito por Floro.

Lucio Anneo Floro  (n. c. 74) fue un historiador romano de origen norteafricano de época adriánica. Compuso un resumen del Ab Urbe condita de Tito Livio titulado Epitome de Tito Livio bellorum omnium annorum DCC. En ocasiones ha sido identificado con Publio Annio Floro, poeta y amigo de Adriano.